# Fiat-Modelle bis 1945
Die Vorkriegs-Fiats umfassen alle Modelle von Fiat, die vor Ende des Zweiten Weltkriegs, d. h. vor 1945, gebaut wurden.

## 1899–1919
Im Jahr 1899 wurde der erste Fiat, der Fiat 3,5 HP hergestellt, dem schnell der 6 HP und der 10 HP folgten.
In den folgenden Jahren war Fiat vor allem als exklusive Edelmarke bekannt und hatte kein Auto „für jedermann“.
1910 erneuerte Fiat vollständig die Produktion. 1912 erschien der Typ „Zero“ (Null) mit einem 1,9-l-Motor mit 15 PS. Das Fahrzeug erreicht eine Höchstgeschwindigkeit von 70 km/h und wurde bis 1915 gebaut. Außerdem gab es die Modelle „1“, „2“, „3“, „4“, „5“ und „6“.

## 1919–1949
1919 begann Fiat, seine neuen Modelle mit dreistelligen Nummern anstatt der bis dahin allgemein üblichen Angabe der Steuer-PS (z. B. 14/50 PS) zu benennen. Verwendet wurden die Zahlen 501 bis 527, allerdings nicht in der logischen Reihenfolge. Ab 1935 kamen – teilweise parallel – die nach 1945 weiterverwendeten Bezeichnungen nach Hubraum in cm³ zur Anwendung. Die betroffenen Modelle 500, 1100, 1500 und 2800 werden auf eigenen Seiten vorgestellt.

### Kleinwagen mit 4-Zylinder-Motoren bis 800 cm³

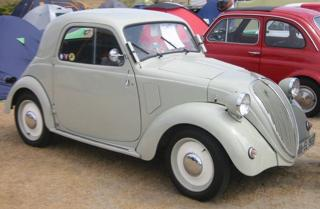
Fiat 500 Topolino

Bereits 1919 konstruierte Fiat einen 2-sitzigen Torpedo namens Fiat 500 mit einem Vierzylinder-Reihenmotor mit 760 cm³ Hubraum. Dem hübschen Wagen wurden aber keine Marktchancen zugetraut und so blieb es beim Prototyp.
Erst 1936 brachte Fiat einen Kleinwagen in Serie heraus, den Fiat 500 Topolino. Das italienische Wort „Topolino“ bedeutet „Mäuschen“. Der zweisitzige Wagen, stilistisch an das Modell 1500 angelehnt, war zunächst als Limousine und Cabrio-Limousine verfügbar. Weitere Details siehe unter Fiat 500 Topolino.

### Untere Mittelklasse mit 4-Zylinder-Motoren bis 1100 cm³
Der Fiat 509 war ein zwei- bis viersitziger Wagen der unteren Mittelklasse und wurde im Mai 1925 vorgestellt. Sein Reihenmotor hatte einen Hubraum von 990 cm³ und leistete 16 kW (22 PS). Der bis zu 78 km/h schnelle Wagen wurde innerhalb eines Jahres zum Volumenmodell der Marke; es gab ihn als zwei- und viertürige Limousine, Torpedo, Cabriolet, Spider, Coupé, Commerciale (Kombi) oder Taxi (siehe Foto). Neben dem fast baugleichen Fiat 509 A ab 1926 gab es auch noch den Fiat 509 S mit auf 20 kW (27 PS) erstarktem Motor. Dieses Modell fuhr bis zu 92 km/h schnell. Innerhalb von vier Jahren wurden mehr als 90.000 Stück gebaut. Ein Grund für den Erfolg war die Möglichkeit, das Fahrzeug auf Raten zu kaufen. Damals war dies eine Besonderheit.
Mit Rennwagenkarosserie (Spider mit Bootsheck) gab es den Fiat 509 SM (Spinto Monza), dessen Motor bei gleichem Hubraum bis zu 26 kW (35 PS) leistete und das Fahrzeug 105 km/h schnell machte. Einige Exemplare sollen 1926 auch mit Kompressor (Fiat 509 SC) ausgestattet gewesen sein. Nach fast dreijähriger Pause präsentierte Fiat 1932 den Fiat 508 Balilla mit ähnlichem Motor (Hubraum: 995 cm³, Leistung: 15 kW (20 PS) bis 17,6 kW (24 PS)), aber kürzerem Fahrgestell. Der neue Wagen fuhr bis zu 95 km/h schnell und wurde in den gleichen Karosserieversionen angeboten wie das Modell 509. Ein Jahr nach der Vorstellung wurde ihm der Fiat 508 S Balilla Sport zur Seite gestellt, dessen Motor bis zu 26,5 kW (36 PS) leistete und das Fahrzeug bis auf 115 km/h beschleunigte. Zunächst waren diese Modelle mit 3-Gang-Getriebe und Mittelschaltung ausgestattet, ab 1934 kam der 4. Gang dazu. Bei den 1000 Meilen der Tschechoslowakei im Jahr 1935 wurde Ruggero Minio auf Fiat 508 Balilla Klassensieger bis 1100 cm³.
Der Fiat 508 übertraf seinen Vorgänger noch an Erfolg: In fünf Jahren wurden über 114.000 Stück verkauft. In Deutschland, Frankreich (Simca) und Polen wurden Lizenzbauten gefertigt. Ab 1937 wurde der Fiat 508 C Coloniale / Militare, ein Kübelwagen mit Stoffverdeck und dem neuen Motor des Fiat 1100 (Hubraum: 1089 cm³, Leistung 22 kW (30 PS)), gefertigt. Der Kübelwagen brachte es auf 95 km/h Höchstgeschwindigkeit. Von ihm wurden bis zum Kriegsende (in Italien 1944) über 50.000 Stück für Militär und Polizei gefertigt.
Mit demselben Motor erschien 1937 der neue Fiat Balilla 1100 mit einer dem Fiat 1500 ähnlichen, stromlinienförmigen Karosserie.

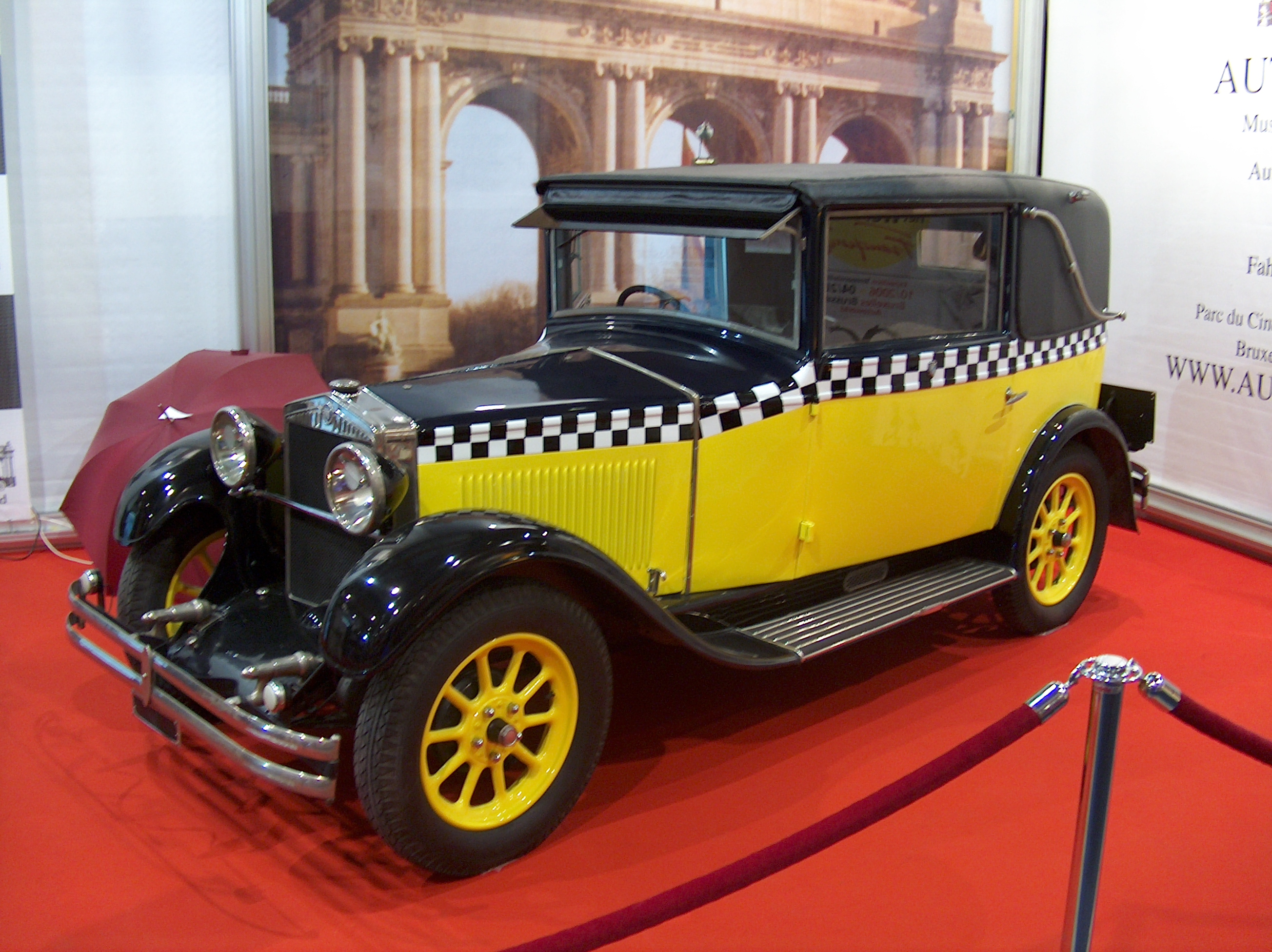
Fiat 509 als Gastons Wagen auf der Brüsseler Motorshow 2009
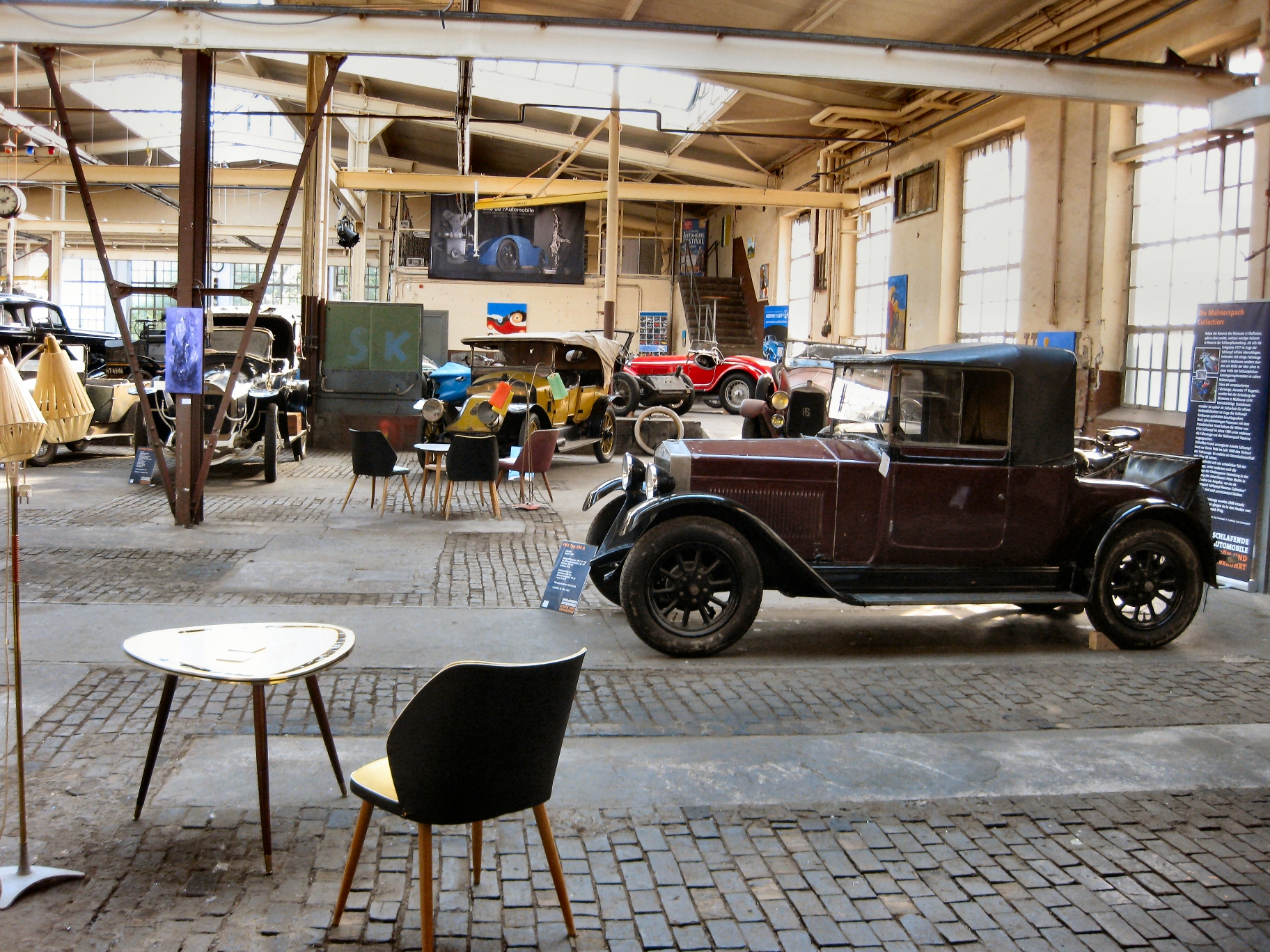
Fiat 509A Cabrio (1926) aus Depot Schlumpf
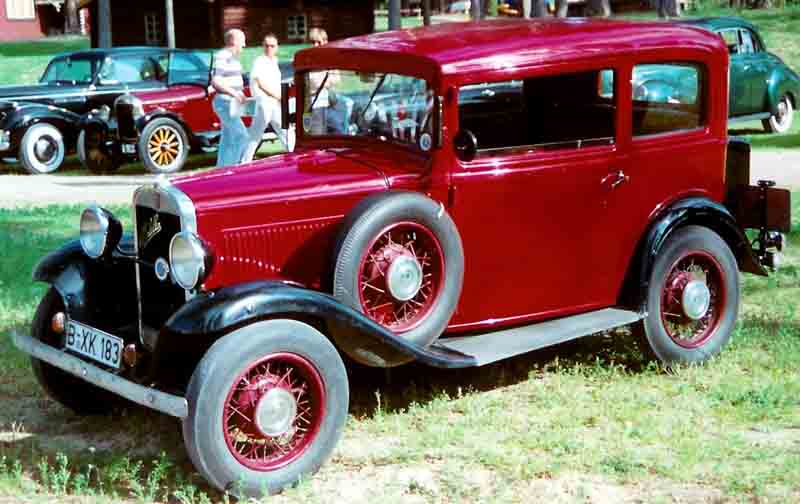
Fiat 508 Balilla (1933)
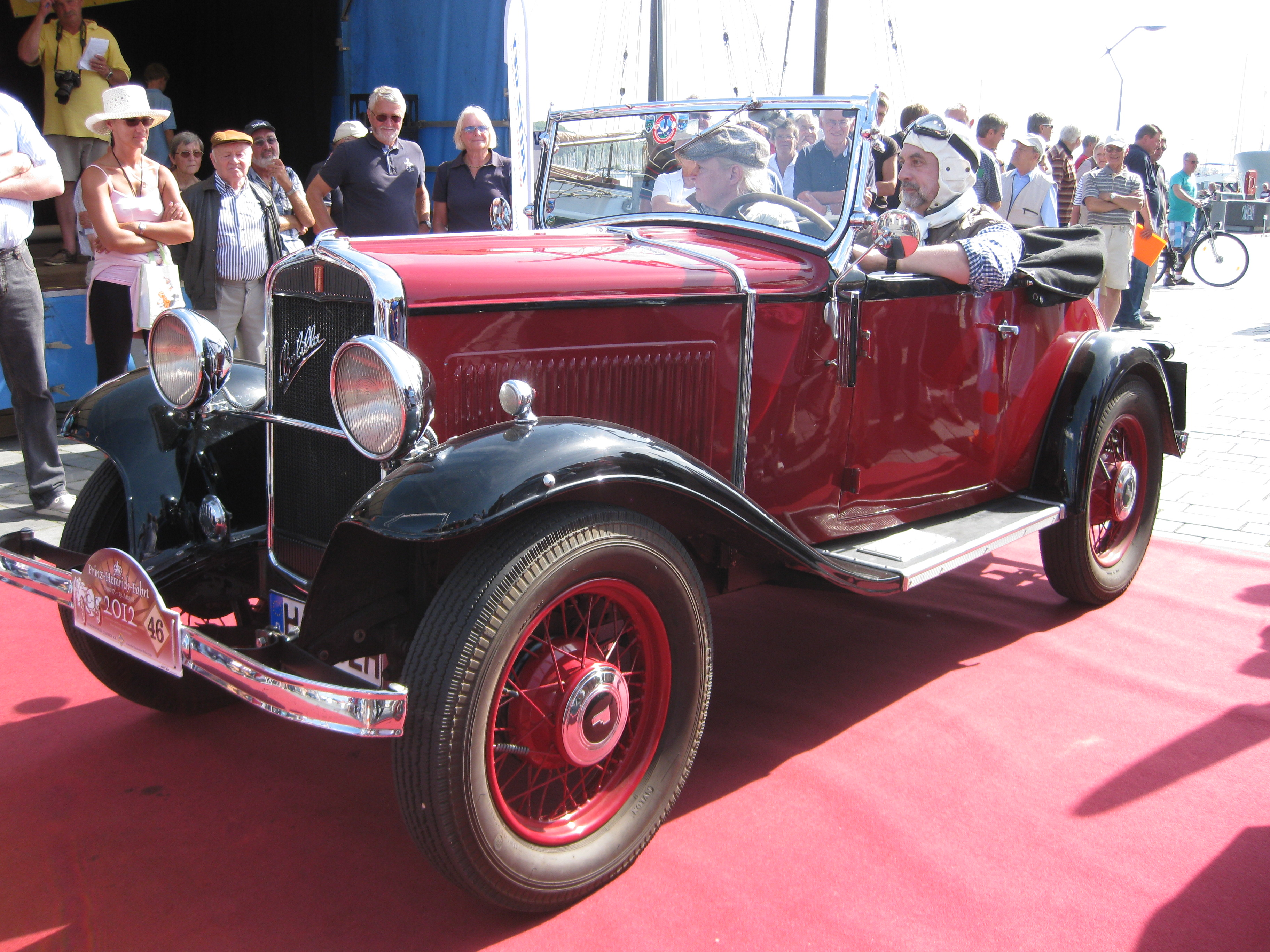
Fiat 508 Balilla Spider (1932)
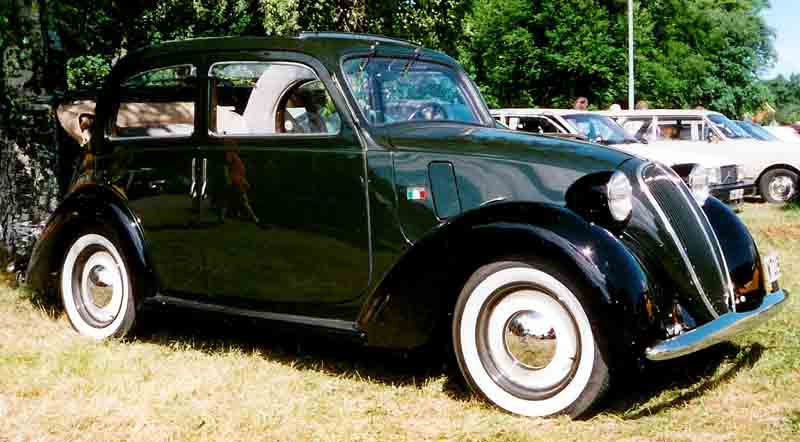
Fiat 508 C

### Mittelklasse mit 4-Zylinder-Motoren bis 1500 cm³

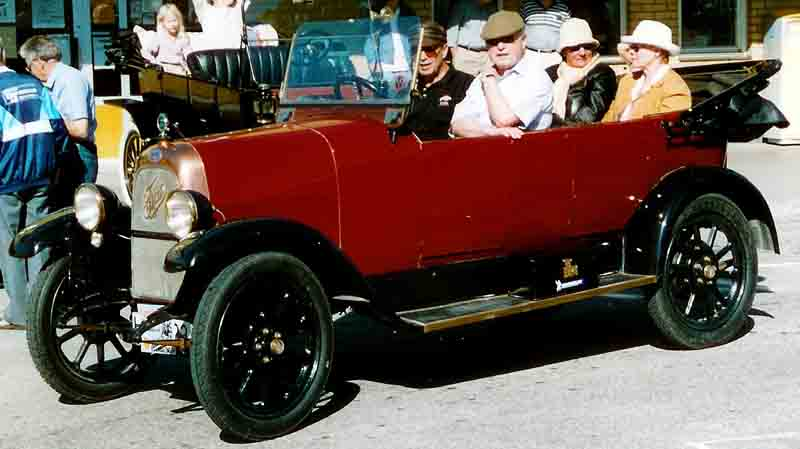
Fiat 501 Torpedo (1922)

Der Fiat 501 ist ein zwei- bis sechssitziger Mittelklassewagen, den Fiat als erstes Modell nach dem Ersten Weltkrieg herausbrachte. Die Fahrzeuge mit separatem Rahmen waren mit unterschiedlichen Aufbauten wie Limousine, Torpedo und Spider erhältlich. Sie waren mit einem 4-Zylinder-Reihenmotor mit 1460 cm³ Hubraum mit 65 mm Bohrung und 110 mm Hub und einer Leistung von 17 kW (23 PS) ausgestattet. Der Schalthebel des unsynchronisierten 4-Gang-Getriebes befand sich innen rechts. Ebenso war das Lenkrad rechts angeordnet. Als Höchstgeschwindigkeit wurden 70 km/h angegeben. Der Radstand betrug 2650 mm und die Gesamtlänge 3575 mm. Die Spurweite lag bei 1250 mm. Das Leergewicht mit offener Karosserie betrug 900 kg. Viele Wagen wurden als Taxis ausgeliefert.
Der Fiat 501 S war eine Sportversion des vorgenannten Modells, die ein Jahr später herauskam. Der Motor leistete 19,5 kW (27 PS), die Höchstgeschwindigkeit betrug, je nach Ausführung, zwischen 95 und 100 km/h. Der Schalthebel war in die Wagenmitte gewandert. Daneben gab es speziell für den Einsatz in den italienischen Kolonien Libyen und Abessinien noch den Fiat 501 C.
Die Luxusversion des Modells 501 hieß Fiat 502 und kam mit gleicher Mechanik auf einem längeren und breiteren Fahrgestell 1923 heraus. Der „Luxustorpedo“ konnte, da schwerer, nur max. 73 km/h erreichen.
1926 wurden die Modelle 501 und 502 eingestellt und der Fiat 503 vorgestellt. Er behielt Radstand, Spurweite und Mechanik des Fiat 502 bei. Sein Motor leistete nun 20 kW (27 PS), seine Höchstgeschwindigkeit stieg auf 75 km/h. Nach einem Jahr wurde auch dieses Modell eingestellt.
Drei Jahre später, 1929, bot Fiat wieder einen neuen Mittelklassewagen an, den Fiat 514. Der Motor hatte einen etwas geringeren Hubraum – 1438 cm³ – aber die Leistung war auf 20,6 kW (28 PS) angestiegen. Es gab Versionen mit kurzem und langem Fahrgestell, als zweitürige Limousine, Cabriolet Royal, Torpedo, Spider oder Coupé. Die Wagen erreichten Höchstgeschwindigkeiten von 75 bis 82 km/h. Den Spider gab es auch mit einer Leistung von 25,4 kW (35 PS) (Fiat 514 S) oder 27 kW (37 PS) (Fiat 514 CA (Coppa dell' Alpi)). 1930 kam ein Fiat 514 MM (Mille Miglia) dazu. Die Spider konnten 105–112 km/h erreichen.
Im Jahr 1931 wurde das Modell 514 vom Fiat 515 abgelöst. Er hatte denselben Basismotor wie der 514, aber das Fahrgestell des größeren Fiat 522. Dementsprechend gab es auch eine viertürige Limousine und ein Landaulet mit sechs Fenstern.
Nachfolger war 1935 der vollkommen neu nach aerodynamischen Gesichtspunkten konstruierte Fiat 1500. Weitere Details siehe dort.

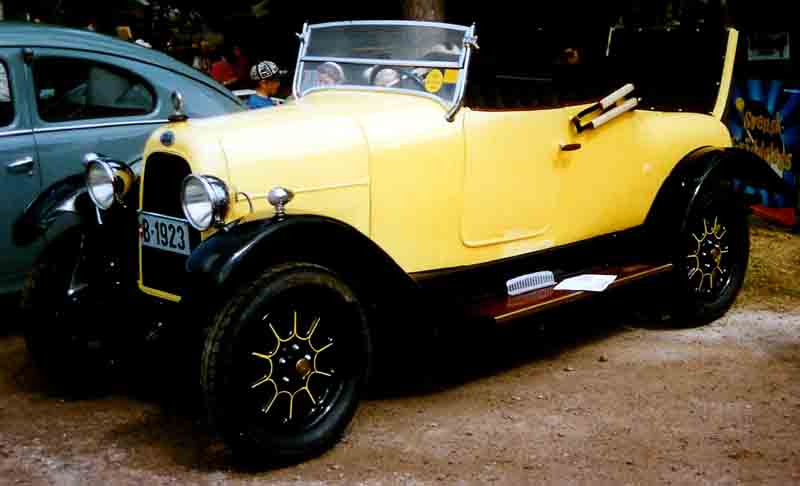
Fiat 501 Spider (1923)
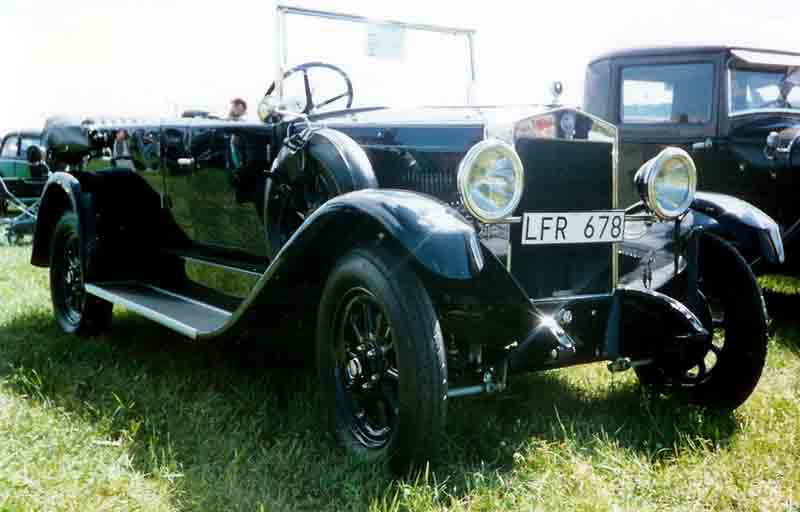
Fiat 503 Torpedo (1927)
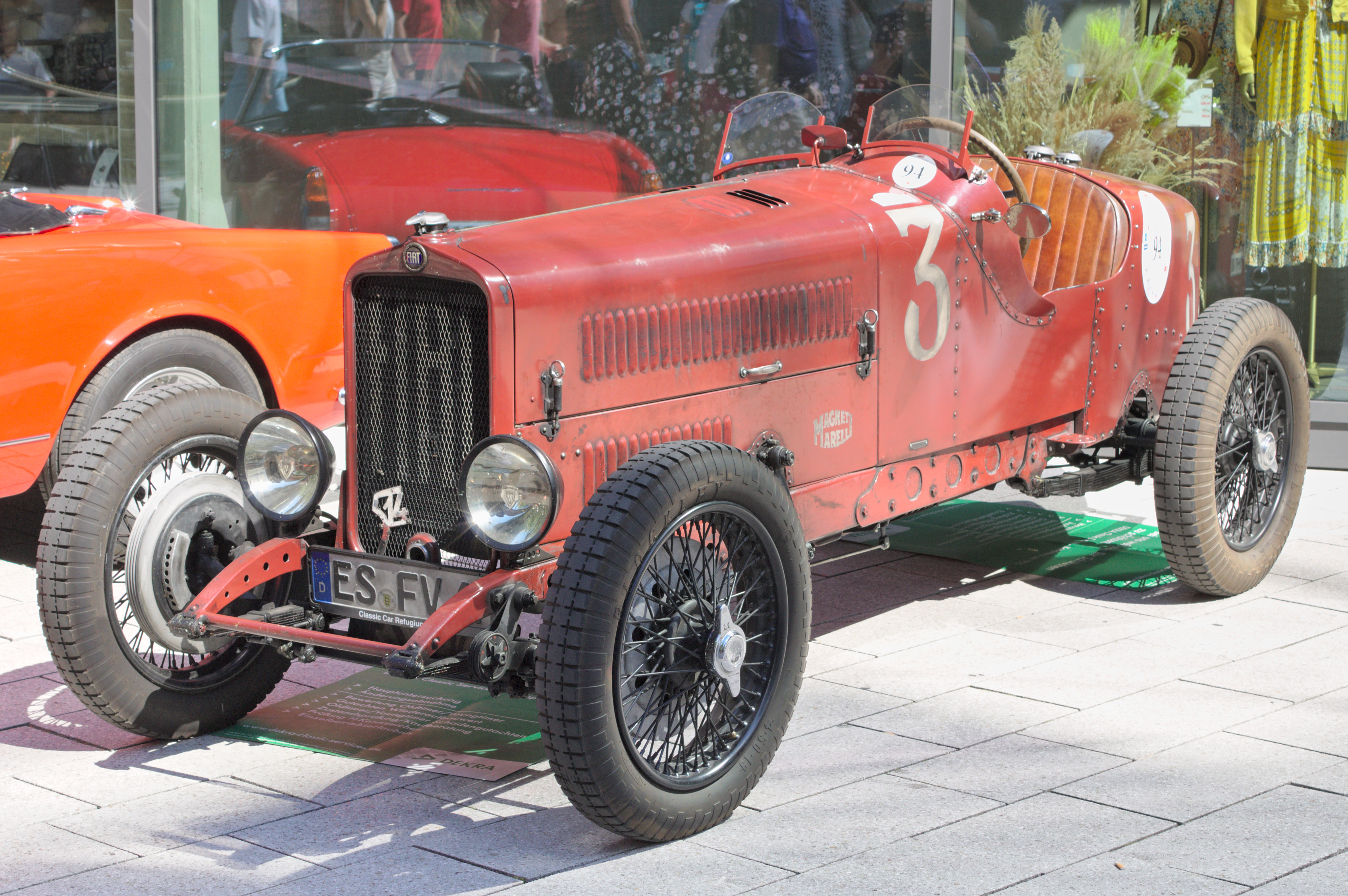
Fiat 514 S (1929)
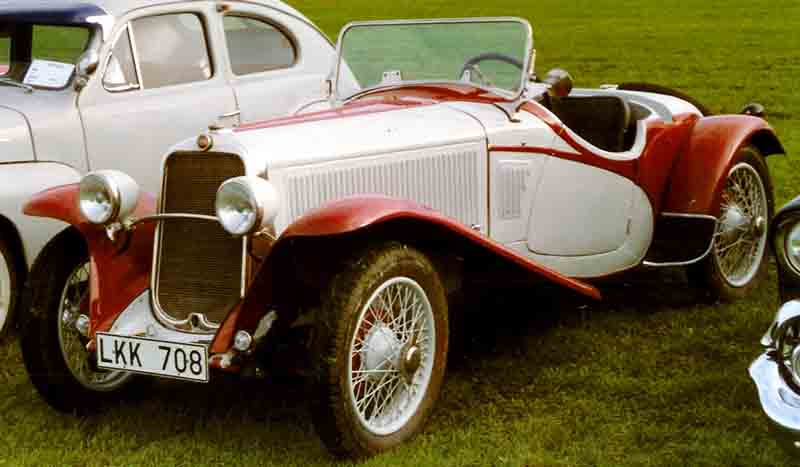
Fiat 514 CA (1931)

### Obere Mittelklasse mit 4-Zylinder-Motoren bis 2300 cm³

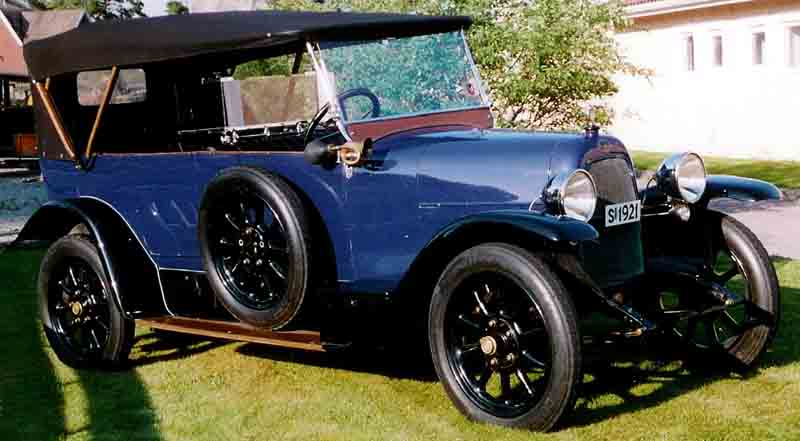
Fiat 505 Torpedo (1921)

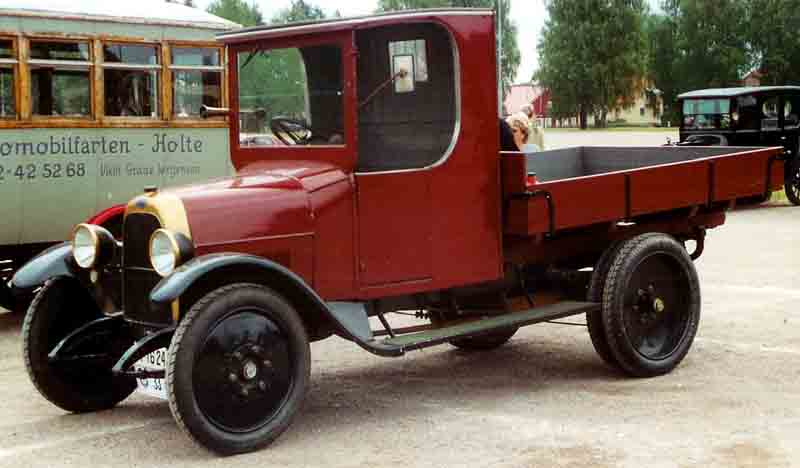
Fiat 505 Lieferwagen (1924)

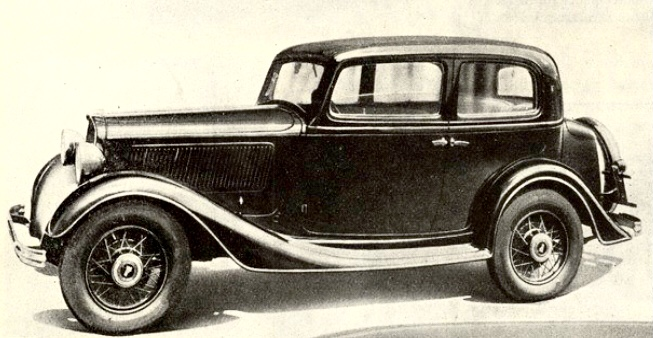
Fiat Ardita

Der Fiat 505 kam gleichzeitig mit dem Modell 501 1919 auf den Markt. Er besaß ein etwas längeres Fahrgestell als dieser und einen deutlich größeren Motor (Hubraum: 2296 cm³, Leistung: 24 kW (33 PS)). Es wurden nur viertürige Torpedos und Limousinen gefertigt. Die Höchstgeschwindigkeit lag bei 70–75 km/h.
1926 ersetzte der Fiat 507 das Modell 505. Er hatte den gleichen Motor, geringfügig höhere Fahrleistungen und ein etwas längeres Fahrgestell. Der Wagen war als erster Fiat mit Vierrad-Bremsen und Stoßdämpfern ausgestattet. Bereits nach zwei Jahren wurde die Produktion eingestellt.
Erst 1933 erschien wieder ein Modell der oberen Mittelklasse mit 4-Zylinder-Motor. Der Fiat 518 C / L (Corto = kurzes Fahrgestell, Lungo = langes Fahrgestell) hatte entsprechend seiner Motorisierung (Hubraum: 1758 cm³, Leistung: 40 PS (29 kW)) den Beinamen Ardita 1750. Die viertürigen Limousinen wurden auch als Ardita 2000 mit 1944-cm³-Motor mit 33 kW (45 PS) ausgeliefert. In schwerer Ausführung mit dem gleichen Motor erschien der Fiat 518 Coloniale. Daneben gab es nur auf dem kurzen Fahrgestell den Fiat 518 S Ardita 2000 Sport mit auf 40 kW (54 PS) erstarktem Motor. Die Höchstgeschwindigkeiten lagen bei 98–105 km/h, der „Sport“ brachte es auf 115 km/h, der schwere „Coloniale“ nur auf 85 km/h. 1938 wurden die Vierzylinder in der oberen Mittelklasse endgültig eingestellt.

### Obere Mittelklasse mit 6-Zylinder-Motoren bis 3000 cm³

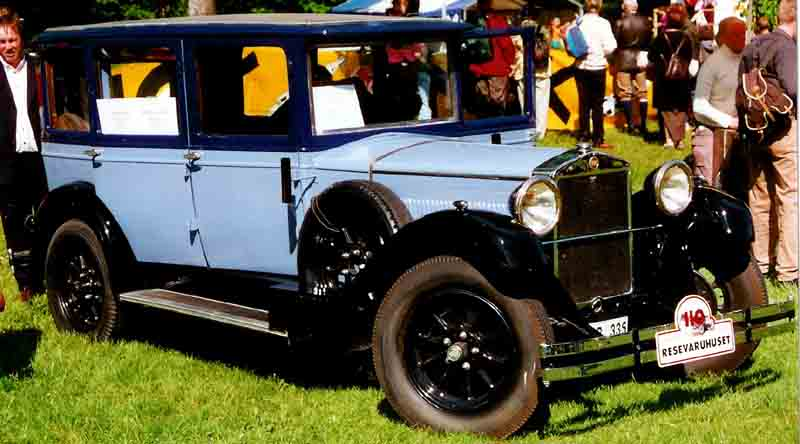
Fiat 520 Berlina (1928)

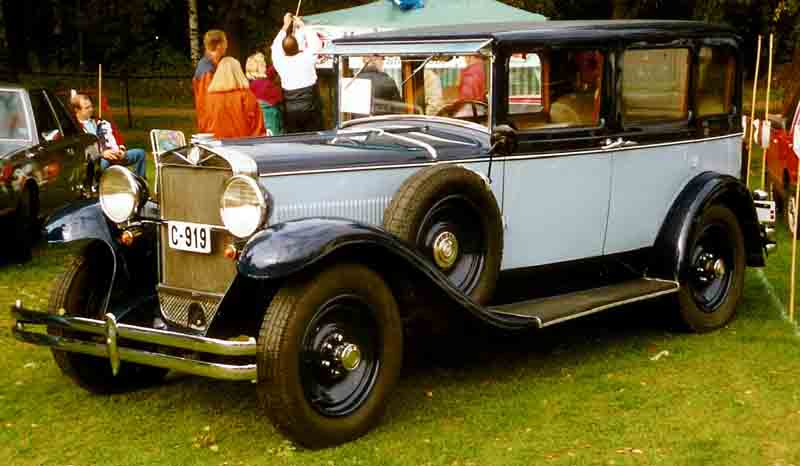
Fiat 524 C Berlina (1931)

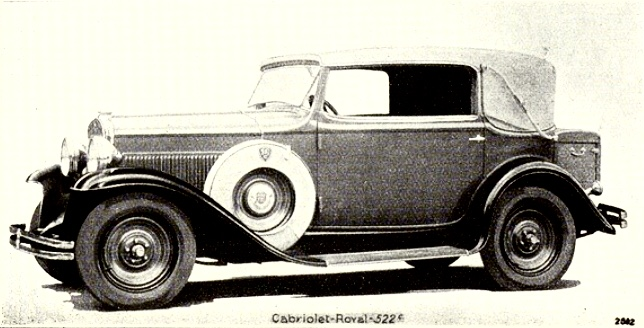
Fiat Type 522 (1931)

Als Alternative zum Modell 507 mit Vierzylinder-Motor wurde 1927 auf gleichem Fahrgestell mit gleicher Technik der Fiat 520 (nicht zu verwechseln mit dem 520 Superfiat, siehe unten) mit deutlich stärkerer 6-Zylinder-Maschine (2244 cm³, 34 kW (46 PS), 90 km/h) angeboten. Dieses Modell hatte als erster Fiat Linkslenkung. Ein Jahr später war zusätzlich der Fiat 520 T mit kleinerem Motor (1866 cm³, 36 kW (49 PS), 78 km/h) verfügbar.
Im gleichen Jahr erschien der Fiat 521 / C (C = Corto = Kurzes Fahrgestell) mit 2516-cm³-Motor mit 37 kW (50 PS). Neben den Torpedos wurden viertürige Limousinen und zweitürige Coupés gebaut. 1931 wurde dieses Modell durch den geringfügig stärkeren Fiat 522 C / L abgelöst. Zur gleichen Zeit erschien das schwerere Modell Fiat 524 C / L mit bis zu 40 kW (54 PS).
Der nur 1932 und 1933 gebaute Fiat 522 S hatte bei gleichem Hubraum eine Motorleistung von 48 kW (65 PS) und wurde nur mit kurzem Fahrgestell geliefert.
1934 löste der Fiat 527 Ardita 2500 seinen Vorgänger mit gleichem Motor ab. Die 44 kW (60 PS) starke Variante hieß Fiat 527 S Ardita 2500 Sport und brachte es auf 118 km/h. 1936 wurden die viertürigen Limousinen nach Produktion von nur 260 Stück eingestellt.
Einen deutlich größeren Motor hatte der 1938 erschienene Fiat 2800, der in der Stromlinienform des Fiat 1500 bis zum Kriegsende 1944 als Kommandowagen und repräsentative Limousine nur 621-mal gebaut wurde.

### Oberklasse mit 6-Zylinder-Motoren bis 4000 cm³

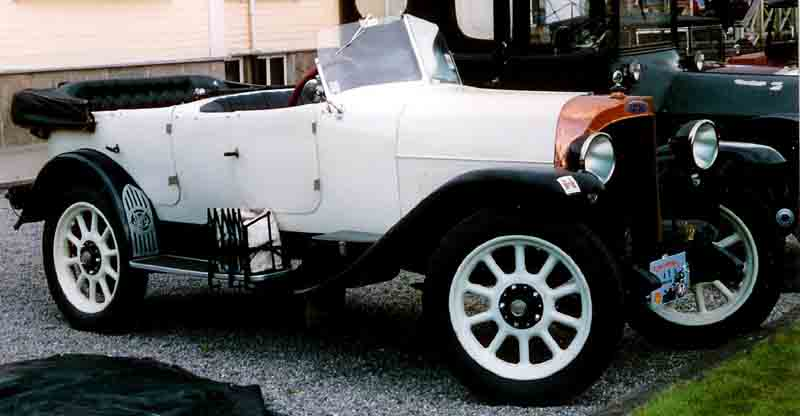
Fiat 510 S (1922)

Als drittes und größtes Modell erschien 1919 der Fiat 510 kurz nach seinen „Brüdern“ Fiat 501 und 505. Sein Reihenmotor mit 3446 cm³ Hubraum leistete 34 kW (46 PS) und ließ die viertürigen Luxuslimousinen oder Torpedos 85 km/h erreichen. Ein Jahr später wurde ihm der Fiat 510 S mit 39 kW (53 PS) zur Seite gestellt. Er hatte einen modischen Spitzkühler und eine besonders rasant aussehende V-förmige Windschutzscheibe. Diese Modelle wurden bis 1925 fast 14.000-mal gebaut; der „S“ hatte daran allerdings nur einen Anteil von 414 Stück.
Nachfolger war der Fiat 512, der mit gleicher Basismotorisierung, aber längerem Fahrgestell 1926 erschien. Die viersitzigen Torpedos oder 6-sitzigen Landaulets erreichten nur noch 80 km/h. In zwei Jahren wurden ca. 2500 Stück gebaut.
Im Mai 1928 löste der Fiat 525 N mit 3739-cm³-Motor mit 50 kW (68 PS) dieses Modell ab. viertürige Limousine und zweisitziges Cabriolet fuhren um die 100 km/h. Ein Jahr später wurde dem „N“ ein geringfügig erstarkter Fiat 525 S zur Seite gestellt, der es auf bis zu 115 km/h brachte. Daneben gab es als Spider den Fiat 525 SS (Sovra Compresso) mit 65 kW (88 PS), der als „Leggere“ (leichte Ausführung) bis zu 130 km/h schaffte. 1931 wurden nach Produktion von ca. 4500 Exemplaren die großen Sechszylinder endgültig eingestellt.
Am 20. April 1929 erhielt Papst Pius XI. einen besonders ausgestatteten Fiat 525 als Geschenk.

### Große Klasse mit 6-Zylinder-Motoren bis 5000 cm³ und 12-Zylinder-Motoren
Das größte Fiat-Vorkriegsmodell war der Fiat 520 „Superfiat“. Er wurde 1921 lanciert und hatte einen V12-Motor mit 60° Zylinderwinkel und 6805 cm³ Hubraum. Seine 59 kW (80 PS) wurden mit einem unsynchronisierten 3-Gang-Getriebe mit Schalthebel in der Wagenmitte auf die Hinterräder geleitet. Das über 5,20 m lange Fahrzeug erreichte bis zu 120 km/h und war als „Dorsay-Torpedo“ für Chauffeurbetrieb oder viersitziger Torpedo für Selbstfahrer erhältlich. In zwei Jahren Produktionszeit wurden vermutlich nur fünf Exemplare gebaut. Von einer Serienfertigung kann man also kaum sprechen. Mit dem sechs Jahre später erschienenen Sechszylindermodell Fiat 520 / 520 T hat er nur den Namen gemein.

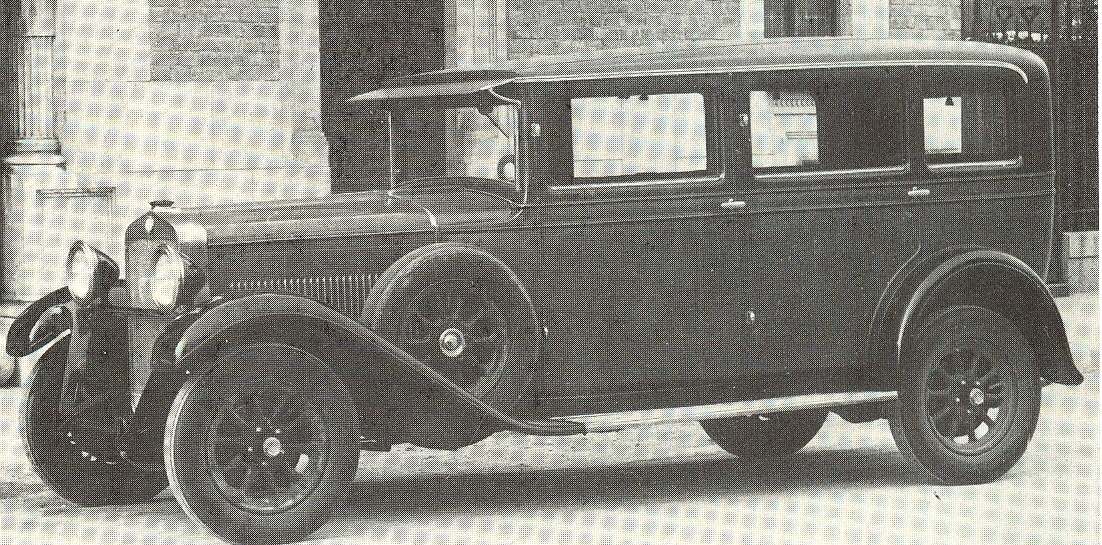
Fiat 521 Weymann-Sedan (1928)

Als sein Nachfolger kann der Fiat 519 gelten. Er kam 1922 mit einem 6-Zylinder-Reihenmotor mit 4764 cm³ Hubraum mit 85 mm Bohrung und 140 mm Hub auf den Markt. Der Radstand betrug 3600 mm. Die Spurweite lag bei 1450 mm. Trotz geringeren Hubraums standen, je nach Modell, wieder 51–59 kW (75–80 PS) zur Verfügung. Auch ein 4. Gang war dazugekommen. Die Fahrzeuge wurden als Torpedo, Limousine oder Coupé de Ville als Modell 519 A, 519 B oder 519 S (mit kürzerem Fahrgestell) bis 1927 angeboten. Von diesem Typ wurden über 2400 Stück hergestellt.
Ende der 1920er-Jahre sollte nochmals ein großes Modell erscheinen, der Fiat 530 mit 8-Zylinder-Reihenmotor. Die Weltwirtschaftskrise machte diese Pläne zunichte.